# Гленфілд (Північна Дакота)
Гленфілд (англ. Glenfield) — місто (англ. city) в США, в окрузі Фостер штату Північна Дакота. Населення — 94 особи (2020).

## Географія
Гленфілд розташований за координатами 47°27′18″ пн. ш. 98°33′58″ зх. д. / 47.45500° пн. ш. 98.56611° зх. д. (47.455047, -98.566216).  За даними Бюро перепису населення США в 2010 році місто мало площу 0,37 км², уся площа — суходіл.

## Демографія
Згідно з переписом 2010 року, у місті мешкала 91 особа в 44 домогосподарствах у складі 24 родин. Густота населення становила 248 осіб/км².  Було 57 помешкань (155/км²).
Расовий склад населення:
| - 100,0 % — білих |

До двох чи більше рас належало 0,0 %. Частка іспаномовних становила 0,0 % від усіх жителів.
За віковим діапазоном населення розподілялося таким чином: 18,7 % — особи молодші 18 років, 54,9 % — особи у віці 18—64 років, 26,4 % — особи у віці 65 років та старші. Медіана віку мешканця становила 47,8 року. На 100 осіб жіночої статі у місті припадало 116,7 чоловіків;  на 100 жінок у віці від 18 років та старших — 100,0 чоловіків також старших 18 років.
Середній дохід на одне домашнє господарство  становив 40 941 долар США (медіана — 32 083), а середній дохід на одну сім'ю — 49 030 доларів (медіана — 31 458). За межею бідності перебувало 8,1 % осіб, у тому числі 0,0 % дітей у віці до 18 років та 17,6 % осіб у віці 65 років та старших.
Цивільне працевлаштоване населення становило 43 особи. Основні галузі зайнятості: освіта, охорона здоров'я та соціальна допомога — 18,6 %, сільське господарство, лісництво, риболовля — 18,6 %, виробництво — 11,6 %, науковці, спеціалісти, менеджери — 9,3 %.